# Campeonato Sudamericano 1957
El Campeonato Sudamericano de Selecciones 1957 fue la 25.ª edición del Campeonato Sudamericano de Selecciones, competición que posteriormente sería denominada como Copa América y que es el principal torneo internacional de fútbol por selecciones nacionales en América del Sur. Se desarrolló en Lima, Perú, entre el 7 de marzo y el 6 de abril de 1957.
En total participaron siete selecciones nacionales: Argentina, Brasil, Uruguay, Perú, Colombia, Chile y Ecuador.

## Organización

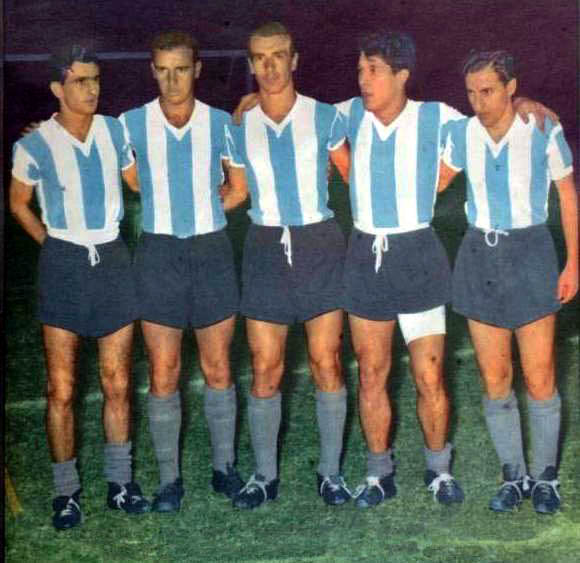
La recordada delantera argentina denominada Los Carasucias en la Copa América de 1957: Corbatta, Maschio, Angelillo, Sívori y Cruz.

### Sede
| Lima              |
| ----------------- |
| Estadio Nacional  |
| Capacidad: 53 000 |
|                   |

### Árbitros
- Erwin Hieger.
- Robert Turner.
- Ronald Lynch.
- Bertley Cross.
- Diego Di Leo.
- Harry Davis.

## Equipos participantes
| Equipos participantes | Equipos participantes | Equipos participantes | Equipos participantes |
| --------------------- | --------------------- | --------------------- | --------------------- |
| Argentina             | Chile                 | Ecuador               | Uruguay               |
| Brasil                | Colombia              | Perú                  |                       |

## Resultados

### Posiciones
| Selección | Pts. | PJ | PG | PE | PP | GF | GC | Dif. |
| --------- | ---- | -- | -- | -- | -- | -- | -- | ---- |
| Argentina | 10   | 6  | 5  | 0  | 1  | 25 | 6  | +19  |
| Brasil    | 8    | 6  | 4  | 0  | 2  | 23 | 9  | +14  |
| Perú      | 8    | 6  | 4  | 0  | 2  | 12 | 9  | +3   |
| Uruguay   | 8    | 6  | 4  | 0  | 2  | 15 | 12 | +3   |
| Colombia  | 4    | 6  | 2  | 0  | 4  | 10 | 25 | –15  |
| Chile     | 3    | 6  | 1  | 1  | 4  | 9  | 17 | –8   |
| Ecuador   | 1    | 6  | 0  | 1  | 5  | 7  | 23 | –16  |

### Partidos
| 7 de marzo de 1957 | Uruguay                                       | 5:2 (2:2) | Ecuador                | Estadio Nacional, Lima                                             |                                                                    |
|                    | Ambrois 26', 29' (pen.), 57', 74' · Sasía 87' |           | 12', 40' (pen.) Larraz | Asistencia: 50 000 espectadores Árbitro(s): Erwin Hieger (Austria) | Asistencia: 50 000 espectadores Árbitro(s): Erwin Hieger (Austria) |

| 10 de marzo de 1957 | Perú                  | 2:1 (2:1) | Ecuador    | Estadio Nacional, Lima                                                 |                                                                        |
|                     | Terry 29', 37' (pen.) |           | 44' Cantos | Asistencia: 55 000 espectadores Árbitro(s): Robert Turner (Inglaterra) | Asistencia: 55 000 espectadores Árbitro(s): Robert Turner (Inglaterra) |

| 13 de marzo de 1957 | Argentina                                                                              | 8:2 (4:2) | Colombia                         | Estadio Nacional, Lima                                                |                                                                       |
|                     | Cruz 5' · Angelillo 10', 73' · Maschio 16' (pen.), 23', 53' (pen.), 85' · Corbatta 59' |           | 34' (pen.) Gamboa · 37' Valencia | Asistencia: 42 000 espectadores Árbitro(s): Ronald Lynch (Inglaterra) | Asistencia: 42 000 espectadores Árbitro(s): Ronald Lynch (Inglaterra) |

| 13 de marzo de 1957 | Brasil                        | 4:2 (3:1) | Chile                             | Estadio Nacional, Lima                                                 |                                                                        |
|                     | Didí 20', 26', 44' · Pepe 46' |           | 13' Ramírez Banda · 89' Fernández | Asistencia: 42 000 espectadores Árbitro(s): Bertley Cross (Inglaterra) | Asistencia: 42 000 espectadores Árbitro(s): Bertley Cross (Inglaterra) |

| 16 de marzo de 1957 | Perú         | 1:0 (0:0) | Chile | Estadio Nacional, Lima                                                |                                                                       |
|                     | Mosquera 57' |           |       | Asistencia: 60 000 espectadores Árbitro(s): Ronald Lynch (Inglaterra) | Asistencia: 60 000 espectadores Árbitro(s): Ronald Lynch (Inglaterra) |

| 17 de marzo de 1957 | Colombia   | 1:0 (1:0) | Uruguay | Estadio Nacional, Lima                                            |                                                                   |
|                     | Arango 28' |           |         | Asistencia: 50 000 espectadores Árbitro(s): Diego Di Leo (Italia) | Asistencia: 50 000 espectadores Árbitro(s): Diego Di Leo (Italia) |

| 17 de marzo de 1957 | Argentina                      | 3:0 (3:0) | Ecuador | Estadio Nacional, Lima                                                 |                                                                        |
|                     | Angelillo 5', 39' · Sívori 14' |           |         | Asistencia: 50 000 espectadores Árbitro(s): Bertley Cross (Inglaterra) | Asistencia: 50 000 espectadores Árbitro(s): Bertley Cross (Inglaterra) |

| 20 de marzo de 1957 | Argentina                                        | 4:0 (1:0) | Uruguay | Estadio Nacional, Lima                                             |                                                                    |
|                     | Maschio 7', 73' · Angelillo 48' · Sanfilippo 83' |           |         | Asistencia: 40 000 espectadores Árbitro(s): Erwin Hieger (Austria) | Asistencia: 40 000 espectadores Árbitro(s): Erwin Hieger (Austria) |

| 21 de marzo de 1957 | Brasil                                                                       | 7:1 (4:0) | Ecuador           | Estadio Nacional, Lima                                                |                                                                       |
|                     | Evaristo 22', 89' · Pepe 25' · Zizinho 34' (pen.) · Joel 43', 68' · Didí 78' |           | 80' (pen.) Larraz | Asistencia: 45 000 espectadores Árbitro(s): Ronald Lynch (Inglaterra) | Asistencia: 45 000 espectadores Árbitro(s): Ronald Lynch (Inglaterra) |

| 21 de marzo de 1957 | Chile                           | 3:2 (1:0) | Colombia                  | Estadio Nacional, Lima                                             |                                                                    |
|                     | Verdejo 35', 70' · Espinoza 62' |           | 68' Arango · 83' Carrillo | Asistencia: 45 000 espectadores Árbitro(s): Erwin Hieger (Austria) | Asistencia: 45 000 espectadores Árbitro(s): Erwin Hieger (Austria) |

| 23 de marzo de 1957 | Perú                                    | 3:5 (1:2) | Uruguay                                   | Estadio Nacional, Lima                                                 |                                                                        |
|                     | Terry 3' · Seminario 81' · Mosquera 83' |           | 22', 48', 60', 75' Ambrois · 26' Carranza | Asistencia: 55 000 espectadores Árbitro(s): Bertley Cross (Inglaterra) | Asistencia: 55 000 espectadores Árbitro(s): Bertley Cross (Inglaterra) |

| 24 de marzo de 1957 | Chile                         | 2:2 (2:1) | Ecuador                        | Estadio Nacional, Lima                                             |                                                                    |
|                     | Ramírez Banda 18', 26' (pen.) |           | 25' (pen.) Larraz · 59' Cantos | Asistencia: 45 000 espectadores Árbitro(s): Erwin Hieger (Austria) | Asistencia: 45 000 espectadores Árbitro(s): Erwin Hieger (Austria) |

| 24 de marzo de 1957         | Brasil                                                                    | 9:0 (4:0) | Colombia | Estadio Nacional, Lima                                                 |                                                                        |
|                             | Pepe 27' · Evaristo 41', 44', 45', 75', 86' · Didí 50', 60' · Zizinho 85' |           |          | Asistencia: 45 000 espectadores Árbitro(s): Bertley Cross (Inglaterra) | Asistencia: 45 000 espectadores Árbitro(s): Bertley Cross (Inglaterra) |
| Peor resultado de Colombia. |                                                                           |           |          |                                                                        |                                                                        |

| 27 de marzo de 1957 | Perú                                    | 4:1 (3:0) | Colombia          | Estadio Nacional, Lima                                                |                                                                       |
|                     | Terry 34' · Rivera 35', 37' · Bassa 83' |           | 57' (pen.) Arango | Asistencia: 55 000 espectadores Árbitro(s): Ronald Lynch (Inglaterra) | Asistencia: 55 000 espectadores Árbitro(s): Ronald Lynch (Inglaterra) |

| 28 de marzo de 1957 | Argentina                                                               | 6:2 (2:2) | Chile              | Estadio Nacional, Lima                                                 |                                                                        |
|                     | Sívori 7' · Angelillo 21', 70' · Maschio 53', 74' · Corbatta 83' (pen.) |           | 14', 28' Fernández | Asistencia: 50 000 espectadores Árbitro(s): Robert Turner (Inglaterra) | Asistencia: 50 000 espectadores Árbitro(s): Robert Turner (Inglaterra) |

| 28 de marzo de 1957 | Uruguay                        | 3:2 (3:0) | Brasil                  | Estadio Nacional, Lima                                             |                                                                    |
|                     | Campero 15', 23' · Ambrois 17' |           | 68' Evaristo · 70' Didí | Asistencia: 50 000 espectadores Árbitro(s): Erwin Hieger (Austria) | Asistencia: 50 000 espectadores Árbitro(s): Erwin Hieger (Austria) |

| 31 de marzo de 1957                                                                           | Perú | 0:1 (0:0) | Brasil          | Estadio Nacional, Lima                                                |                                                                       |
|                                                                                               |      |           | 73' (pen.) Didí | Asistencia: 55 000 espectadores Árbitro(s): Ronald Lynch (Inglaterra) | Asistencia: 55 000 espectadores Árbitro(s): Ronald Lynch (Inglaterra) |
| Perú se retiró del terreno de juego luego del penal cobrado, y el resultado se mantuvo igual. |      |           |                 |                                                                       |                                                                       |

| 1 de abril de 1957 | Colombia                                            | 4:1 (3:1) | Ecuador           | Estadio Nacional, Lima                                               |                                                                      |
|                    | Álvarez 19' (pen.) · Gutiérrez 22' · Gamboa 30' 58' |           | 32' (pen.) Larraz | Asistencia: 40 000 espectadores Árbitro(s): Harry Davis (Inglaterra) | Asistencia: 40 000 espectadores Árbitro(s): Harry Davis (Inglaterra) |

| 1 de abril de 1957 | Uruguay                 | 2:0 (2:0) | Chile | Estadio Nacional, Lima                                             |                                                                    |
| | Campero 28' · Roque 40' |           |       | Asistencia: 40 000 espectadores Árbitro(s): Erwin Hieger (Austria) | Asistencia: 40 000 espectadores Árbitro(s): Erwin Hieger (Austria) |
| Partido suspendido a los 43 minutos por invasión al campo de juego por parte de los hinchas chilenos que buscaban agredir a los futbolistas uruguayos, especialmente a Javier Ambrois. El resultado se mantuvo igual. |                         |           |       |                                                                    |                                                                    |

| 3 de abril de 1957                                                                  | Argentina                              | 3:0 (1:0) | Brasil | Estadio Nacional, Lima                                                 |                                                                        |
|                                                                                     | Angelillo 23' · Maschio 87' · Cruz 90' |           |        | Asistencia: 55 000 espectadores Árbitro(s): Robert Turner (Inglaterra) | Asistencia: 55 000 espectadores Árbitro(s): Robert Turner (Inglaterra) |
| Con este resultado, Argentina se consagró campeón antes de jugar su último partido. |                                        |           |        |                                                                        |                                                                        |

| 6 de abril de 1957 | Perú                     | 2:1 (1:0) | Argentina  | Estadio Nacional, Lima                                                 |                                                                        |
|                    | Mosquera 15' · Terry 81' |           | 50' Sívori | Asistencia: 60 000 espectadores Árbitro(s): Bertley Cross (Inglaterra) | Asistencia: 60 000 espectadores Árbitro(s): Bertley Cross (Inglaterra) |

|                                             |
| Bandera de Argentina                        |
| Campeón Argentina 11.er título (8.º trofeo) |

### Goleadores

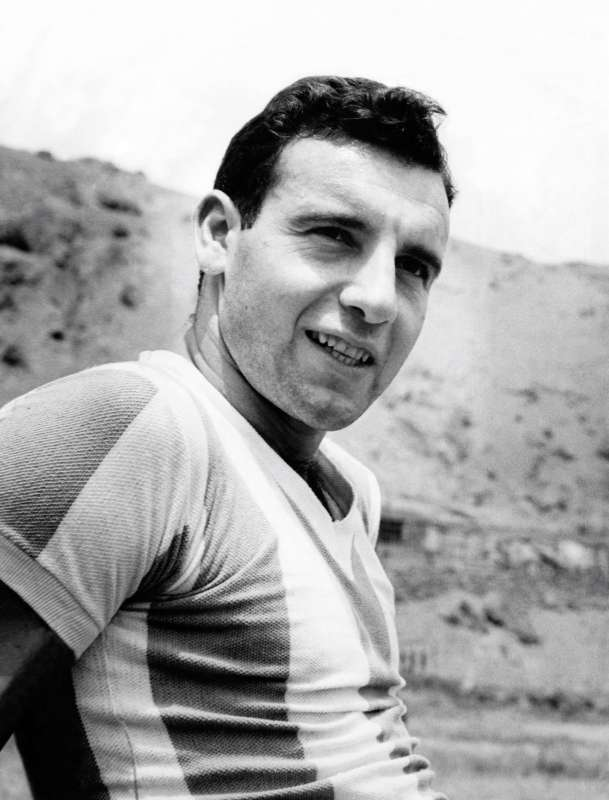
Humberto Maschio fue uno de los goleadores del torneo.

9 goles
- Humberto Maschio
- Javier Ambrois

8 goles
- Antonio Angelillo
- Didi
- Evaristo

5 goles
- Alberto Terry

4 goles
- Jorge Larraz

3 goles
- Omar Sívori
- Pepe
- José Fernández
- Jaime Ramírez Banda
- Carlos Arango
- Delio Gamboa
- Enrique Cantos
- Máximo Mosquera
- Norberto Campero

2 goles
- Oreste Corbatta
- Osvaldo Cruz
- Joel
- Zizinho
- Carlos Verdejo
- Manuel Rivera

1 gol
- José Sanfilippo
- Sergio Espinoza
- Alejandro Carrillo
- Humberto Álvarez
- Jaime Gutiérrez
- Alberto Valencia
- Juan Bassa
- Juan Seminario
- Carlos María Carranza
- Walter Roque
- José Sasía

### Mejor jugador del torneo
- Omar Sívori.[3]

### Equipo ideal
La equipo ideal se realizó mediante votación de entrenadores organizada por Manchete Esportiva. El argentino Néstor Rossi y el brasileño Djalma Santos fueron los únicos jugadores elegidos por unanimidad. 
| Portero             | Defensores                                       | Mediocampista                      | Delanteros                                                                       |
| ------------------- | ------------------------------------------------ | ---------------------------------- | -------------------------------------------------------------------------------- |
| - Rogelio Domínguez | - Carlos Correa - Djalma Santos - Federico Vairo | - Néstor Rossi - Roberto Belangero | - Orestes Omar Corbatta - Javier Ambrois - Humberto Maschio - Omar Sívori - Pepe |